# Damúlog
Damúlog es un municipio filipino de cuarta categoría, situado al norte de la isla de Mindanao. Forma parte de la provincia de Bukidnon situada en la Región Administrativa de Mindanao del Norte. 
Para las elecciones está encuadrado en el tercer distrito electoral.

## Barrios
El municipio de Damúlog se divide, a los efectos administrativos, en 17 barangayes o barrios, conforme a la siguiente relación:

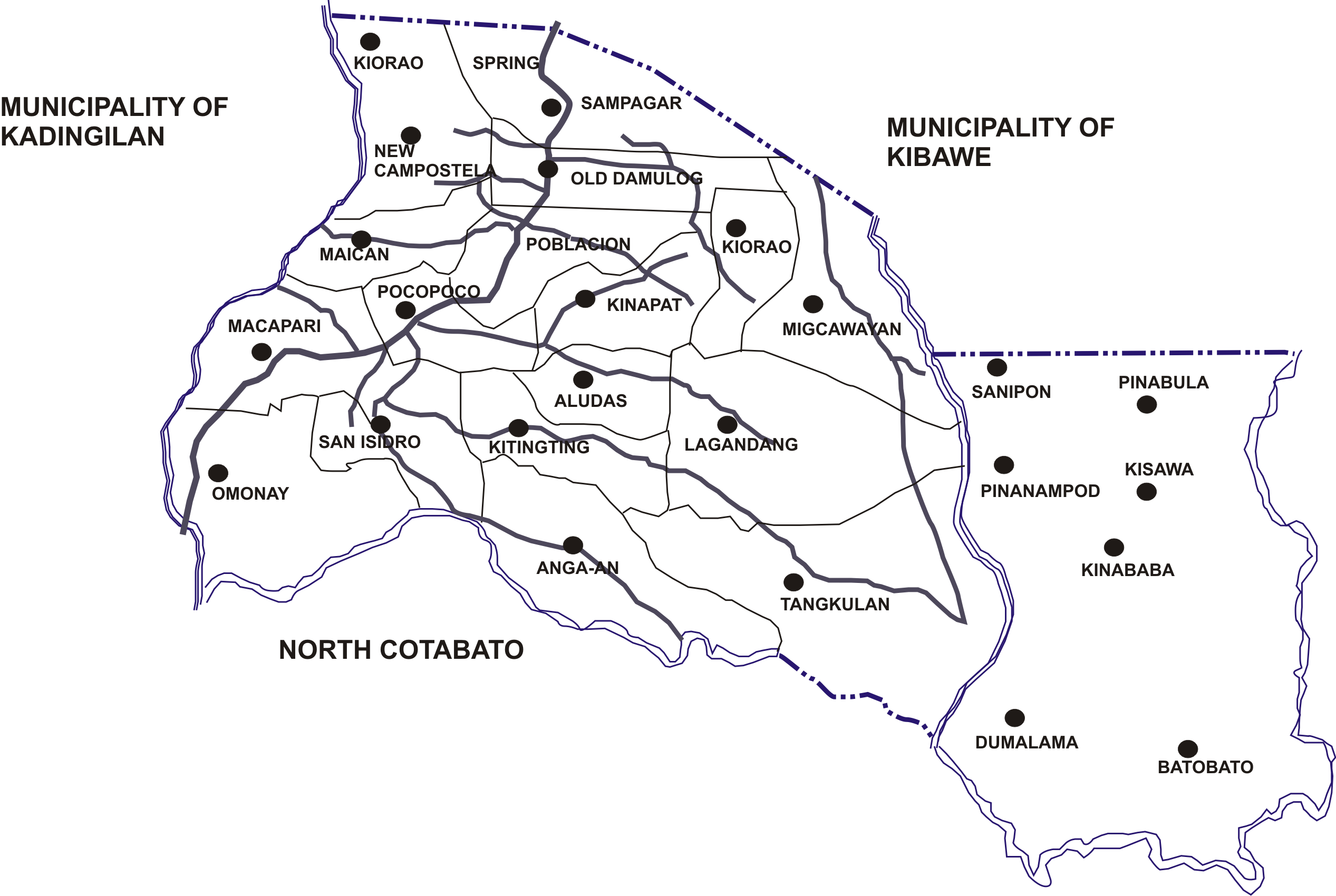
Mapa administrativo de Damúlog

| - Aludas - Angga-an - Tangkulan (José Rizal) - Kinapat | - Kiraon - Kitingting - Lagandang - Macapari - Maican | - Migcawayan - Nueva Compostela - Damúlog Viejo - Omonay | - Población (Nuevo Damúlog) - Pocopoco - Sampagar - San Isidro |  |

## Historia
Una vez suscrito el tratado de paz en Tikalaan, los españoles llegaron a Cagayán de Oro donde establecieron el gobierno local.

### Influencia española
La provincia de Misamis, creada en 1818,   formaba  parte del Imperio español en Asia y Oceanía (1520-1898). Estaba dividida en cuatro partidos.

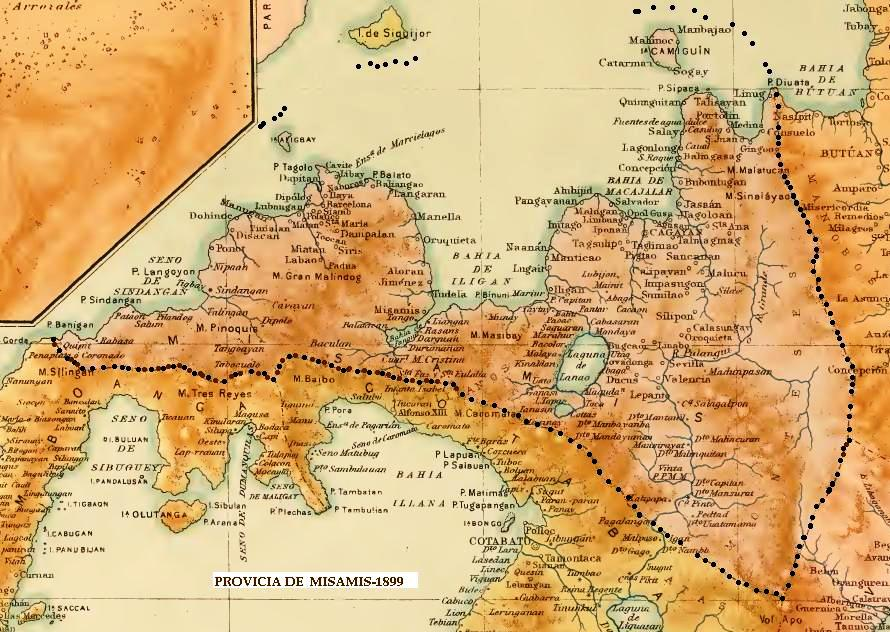
El distrito 2.º de Misamis en 1899.

A principios del siglo XX la isla de Mindanao se hallaba dividida en siete distritos o provincias, uno de los cuales era el distrito 2.º de Misamis, su capital era la villa de Cagayán de Misamis y del mismo dependía la comandancia de Dapitan.

### Ocupación estadounidense
Una vez pacificado el territorio, el gobierno civil de la  provincia de Misamis fue establecido el 15 de mayo de 1901 incluyendo la subprovincia de Bukidnon.

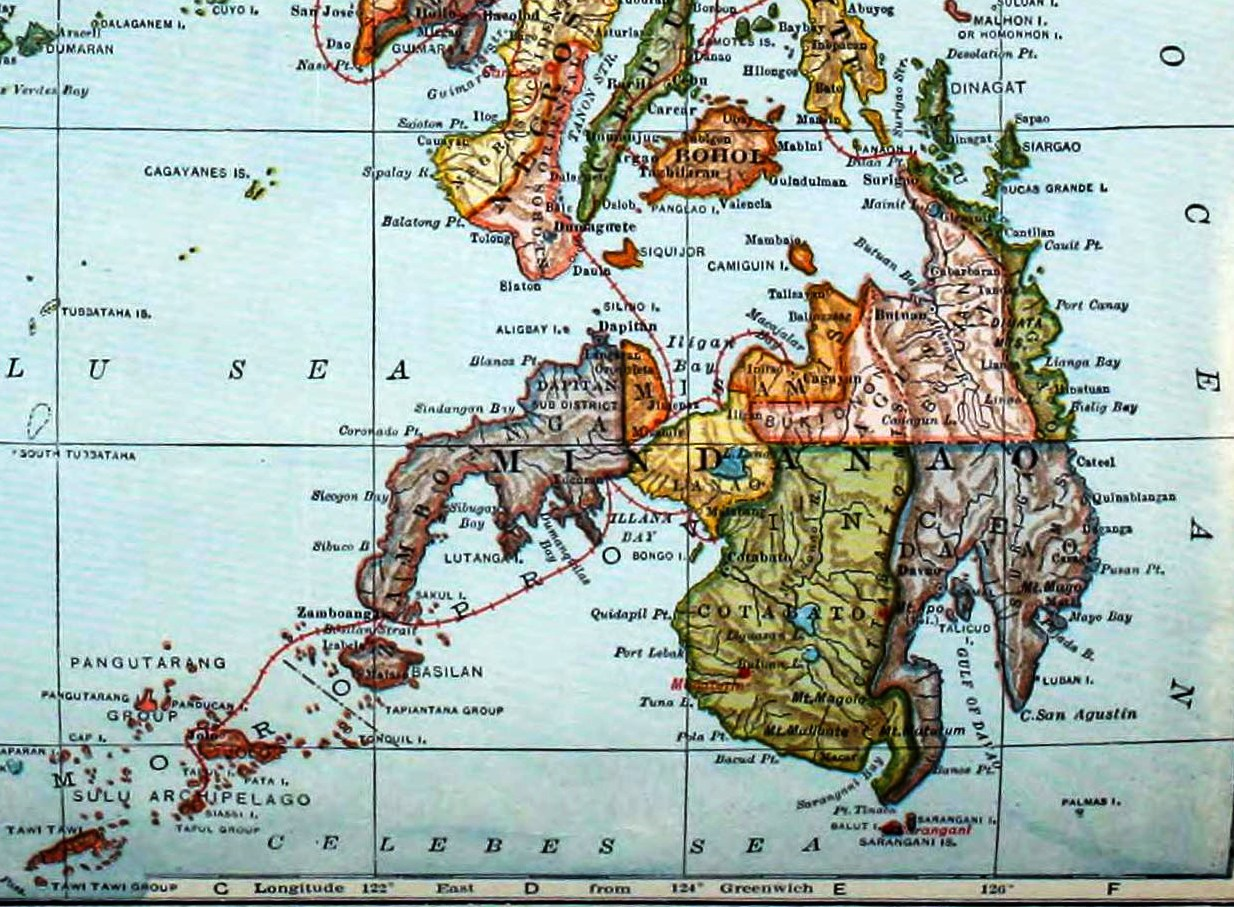
Mindanao en 1921.

El territorio situado al sur del paralelo 8 pasa a formar parte de la provincia de Cotabato.
En septiembre de 1914, al crearse el Departamento de Mindanao y Joló , Bukidnon se convierte en una de sus siete provincias.
Damúlog fue uno de los barrios de Maramag, uno de los nueve distritos municipipales de esta provincia, tal como figura en la División Administrativa de Filipinas de 1916 y también en el plano del censo de 1918.

### Independencia
El 16 de agosto de 1971 los barrios de New Damúlog, Old Damúlog, Sampagar, Talicop, Kitingting, Tangkulan, Macapari, Pocopoco, Migcanit, Migcawayan, Batobato, Kinibaba, Lamalama y Omonay, hasta ahora pertenecientes al municipio de Kibawe quedan separados para formar el nuevo municipio de Damúlog cuya sede del gobierno se sitúa en el barrio de Nuevo Damúlog.